# Lói: Þú Flýgur Aldrei Einn
Lói: Þú Flýgur Aldrei Einn (em inglês:  Ploey - You Never Fly Alone ou Flying the Nest; Brasil: Ploey: Você Nunca Voará Sozinho ) é um filme de animação Islandês-Belga dos gêneros aventura, comédia e familia de 2018, produzido pela GunHil e Cyborn e dirigido por Árni Ásgeirsson e Gunnar Karlsson.

## Sinopse
Um filhote de maçarico ainda não aprendeu a voar quando chega a hora de sua família migrar no outono. Ele precisa sobreviver ao inverno ártico, inimigos cruéis e a si mesmo, a fim de se reunir com seus entes queridos na próxima primavera.

## Elenco
- Jamie Oram como Ploey.
- Harriet Perring como Ploveria.
- Iain Stuart Robertson como Giron.
- Richard Wills-Cotton como Shadow.
- Debbie Chazen como Corvo-Marinho.
- Georgina Sutcliffe como Raven.
- Sean Astin como Raposa.
- Collin Mace como Veado.
- Dona Croll como Ovelha.

## Trilha Sonora
Trilha sonora original do filme foi composta por Atli Örvarsson. A pontuação original pode ser encontrado por exemplo em Spotify " Ploey, You Never Fly Alone (original motion picture soundtrack) ".
- "Ploey" - 4:17
- "Ploey Hatches" - 3:21
- "Bunting Birds" - 1:55
- "Meet Ploveria & Skua" - 3:34
- "Flight School" - 1:22
- "Shadow Attacks" - 3:43
- "Time to Fly" - 3:37
- "First Snow" - 3:18
- "Top to the Mountain" - 1:53
- "Giron Needs a Decoy" - 2:24
- "You'll Never Fly Alone" - 3:04
- "Fox Takes Giron" - 3:57
- "Continue Without Me" - 2:13
- "Shadow Lair" - 4:56
- "I'm Still Alive" - 2:43
- "Paradise Valley" - 3:20
- "Father Feather" - 2:39
- "Ploey Decoy" - 5:56
- "Ploey You Saved Us" - 1:36
- "Fly Alone" - 2:54